# Hesperochthonius californicus
Espèce
Synonymes
- Chthonius californicus Chamberlin, 1929

Hesperochthonius californicus est une espèce de pseudoscorpions de la famille des Chthoniidae.

## Distribution
Cette espèce est endémique de Californie aux États-Unis. Elle se rencontre dans le comté d'Alameda.

## Description
Le mâle décrit par Chamberlin en 1949 mesure 1,21 mm et les femelles de 1,36 à 1,44 mm

## Étymologie
Son nom d'espèce lui a été donné en référence au lieu de sa découverte, la Californie.

## Publication originale
- (en) Joseph Conrad Chamberlin, « A synoptic classification of the false scorpions or chela-spinners, with a report on a cosmopolitan collection of the same. Part 1. The Heterosphyronida (Chthoniidae) (Arachnida-Chelonethida) », Annals and Magazine of Natural History, 10e série, vol. 4, no 19,‎ juillet 1929, p. 50-80 (ISSN 0374-5481, OCLC 4806285231, DOI 10.1080/00222932908673028, présentation en ligne).